# Marie Josefa Esterházyová
Marie Josefa Hermenegilda z Lichtenštejna, provdaná kněžna Esterházyová z Galanty (německy Maria Josepha Hermengilde Esterházy de Galantha geb. von Liechtenstein, 13. dubna 1768 – 8. srpna 1845) byla rakouská šlechtična, rodem kněžna z Lichtenštejna.

## Život

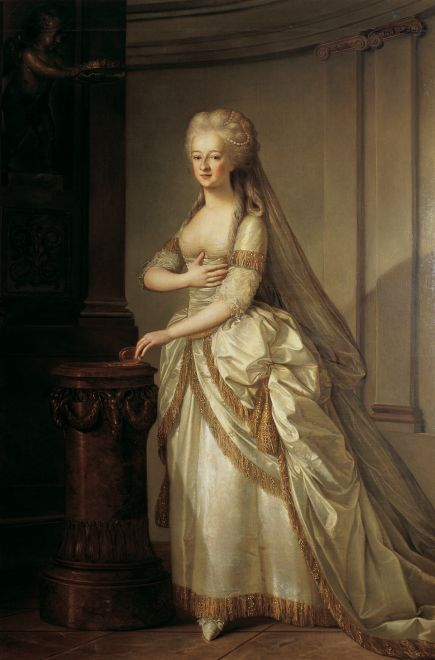
Hermenegilda kněžna Esterházyová (olejomalba Georg Weikert, 1784)

Narodila se jako dcera panujícího lichtenštejnského knížete Františka Josefa I. a jeho manželky, české šlechtičny Marie Leopoldiny ze Šternberka.
15. září 1783 se provdala za uherského šlechtice, pozdějšího knížete Mikuláše II. Esterházyho z Galanty. V roce 1785 se jim narodil syn, Pavel Antonín a v roce 1788 dcera Leopoldina.
Mikuláš II. se roku 1794 stal knížetem z Esterházy.

### Mecenát
Oba manželé společně sdíleli vášeň pro umění, které podporovali. Kněžna podporovala především hudbu, předně skladatele Josepha Haydna, s nímž uzavřela smlouvu, v níž se skladatel zavazoval v letech 1796 až 1802 každoročně zkomponoval mši, která měla být uvedena vždy 8. září, v den jejího svátku Narození Panny Marie. Tak vznikly skladby Heiligmesse (1796), Paukenmesse (1796/97), Nelsonmesse (1798), Theresienmesse (1799), Schöpfungsmesse (1801) a Harmoniemesse (1802).
Johann Nepomuk Hummel pro ni zkomponoval pět mší: Mši Es dur, Op. 80 (1804), Mši d moll, WoO. 13 (1805), Mši C dur, WoO. 12 (1806), Mši B dur, Op. 77 (1808) a Mši D dur, Op. 111 (1810)
V roce 1807 zkomponoval Ludwig van Beethoven k jejím jmeninám Mši C-Dur, op. 86.
Autorem jedné mše Missa Solomnelle in G dur, C. 256 z roku 1811 byl také český skladatel Jan Ladislav Dusík.